# Grytsjön (Malungs socken, Dalarna, 671613-137806)
Grytsjön är en sjö i Malung-Sälens kommun i Dalarna och ingår i Göta älvs huvudavrinningsområde. Sjön har en area på 0,178 kvadratkilometer och ligger 401,2 meter över havet. Vid provfiske har abborre, gädda och mört fångats i sjön.

## Delavrinningsområde
Grytsjön ingår i det delavrinningsområde (671641-137930) som SMHI kallar för Mynnar i Holmsjön. Medelhöjden är 457 meter över havet och ytan är 41,04 kvadratkilometer. Det finns inga avrinningsområden uppströms utan avrinningsområdet är högsta punkten. Ringsån som avvattnar avrinningsområdet har biflödesordning 3, vilket innebär att vattnet flödar genom totalt 3 vattendrag innan det når havet efter 421 kilometer. Avrinningsområdet består mestadels av skog (56 procent) och sankmarker (41 procent). Avrinningsområdet har 0,46 kvadratkilometer vattenytor vilket ger det en sjöprocent på 1,1 procent.